# Île Village
L'île Village (en anglais : Village Island) est une île du détroit de Johnstone, en Colombie-Britannique, au Canada. 